# Старе Сускі
Старе Сускі (пол. Stare Suski) — село в Польщі, у гміні Длуґосьодло Вишковського повіту Мазовецького воєводства.
Населення — 117 осіб (2011).
У 1975-1998 роках село належало до Остроленцького воєводства.

## Демографія
Демографічна структура станом на 31 березня 2011 року:
|          | Загалом | Допрацездатний вік | Працездатний вік | Постпрацездатний вік |
| -------- | ------- | ------------------ | ---------------- | -------------------- |
| Чоловіки | 59      | 15                 | 35               | 9                    |
| Жінки    | 58      | 9                  | 29               | 20                   |
| Разом    | 117     | 24                 | 64               | 29                   |